# Parafia św. Józefa w Hackensack
Parafia św. Józefa w Hackensack (ang. St. Joseph's Parish) – parafia rzymskokatolicka położona w Hackensack w stanie New Jersey w Stanach Zjednoczonych.
Jest ona wieloetniczną parafią w archidiecezji Newark, z mszą św. w j. polskim dla polskich imigrantów.
Ustanowiona w 1909 roku i dedykowana św. Józefowi.